# Circuit de ciclisme de Vilanova i la Geltrú
El Circuit de ciclisme de Vilanova és un equipament esportiu de la ciutat de Vilanova i la Geltrú per promoure l'esport del ciclisme.
El circuit consta d'una pista asfaltada amb un recorregut tancat de 515 metres lineals i 6 metres d'amplada que es troba en una parcel·la de 57.200 m² situada entre l'Estadi Associació d'Alumnes Obrers i la C-31.
Aquest equipament és fruit d'una llarga reivindicació per part de la Unió Ciclista Vilanova per tal de facilitar la iniciació en el ciclisme. El 2010 ja se'n parlava a la premsa, però no serà fins al juliol del 2018 quan comencin les obres de construcció del circuit. L'equipament fou inaugurat l'octubre del mateix any.
Els caps de setmana, sempre que no hi hagi competicions, l'espai és obert a pràctica del ciclisme familiar i el patinatge.